# MTF1
MTF 1 (Metal regulatory transcription factor 1, Yếu tố phiên mã điều hòa kim loại 1) là protein ở người được mã hóa bởi gen MTF1.